# 西風航空
西風航空（West Wind Aviation）是一家位於薩斯卡通的包機航空公司，亦是該省的第二大航空公司。

## 機隊
至2019年8月，西風航空的機隊如下：

## 事故
- 2017年12月13日，西风航空280号班机在丰迪拉克（法语：Fond-du-Lac）机场起飞后不久撞地坠毁，机上25人全数生还，但有一人在醫院的兩週後死亡[4]。

## 外部連結
- 官方網站 （页面存档备份，存于）